# Marie-Jo Lafontaine
Marie-Jo Lafontaine (Amberes, 17 de noviembre de 1950) es una escultora y videoartista belga.   

## Biografía
Lafontaine es de Amberes (Anvers), Bélgica. Estudió de 1975 a 1979 en l'École nationale supérieure d'architecture et des arts visuels.Vive y trabaja como profesora de Artes de los Medios en la Universidad de Artes y Diseño de Karlsruhe en Bruselas.  
En 1985/1987 vivió e Villeneuve-lez-Avignon y Marsella, Francia, siendo artista invitada en el festival de Aviñón. En 1987 fue artista invitada en la Documenta de Kassel.
Ha trabajado con muchos medios, incluidos "tapices" en los que teje lana teñida de negro en forma de patrones lineales; trabajos escultóricos con yeso, hormigón y plomo; y fotografía. En 1980, Lafontaine comenzó a utilizar el vídeo en sus esculturas y creó instalaciones y entornos utilizando vídeo.  
La crítica Konstanze Thümmel describe los temas dominantes en su trabajo en video posterior a la década de 1980 como "asociación entre Eros y Tánatos, pasión y razón", y que Lafontaine los explora "... a través de poderosas imágenes de personas y animales en situaciones extremas". 

## Premios y reconocimientos
Recibió el Prix de la Jeune Peinture Belge en 1977;  una beca FIACRE del Ministerio de Cultura francés en 1986, y en 1996 el Premio Europeo de Fotografía.

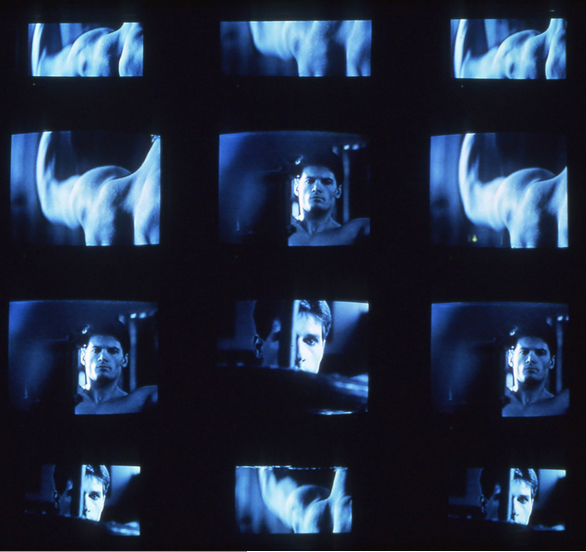
Vista parcial de Les larmes d'acier